# Yasunori Miyoshi
Yasunori Miyoshi (jap. 三好 保徳 Miyoshi Yasunori; ur. 7 kwietnia 1909 we wsi Yoshifuji, zm. 19 kwietnia 1995) – japoński zoolog, myriapodolog.
W 1929 ukończył Ehime Shihan-Gakkō (dziś część Uniwersytetu Ehime), następnie nauczał biologii w szkole powszechnej, a w latach 1933–1966 w szkołach wyższych prefektury Ehime. W 1933 roku podjął pracę w szkole w Yawatahamie jako ichtiolog. Opisał trzy gatunki ryb: Eugaleus hyugaensis (obecnie Hypogaleus hyugaensis), Dasyatis maculatus (młodszy synonim Taeniura melanospila) i D. matsubarai. Od 1938 roku w Matsuyamie, gdzie zajął się badaniem kosarzy: wówczas opisał gatunki Sabacon pygmaeum, S. satoikioi i Peltonychia japonica (obecnie Nippononychus japonicus). Od 1944 roku działał na polu myriapodologii, współpracując z Yoshioki Takakuwą. Pierwszym opisanym przezeń gatunkiem był Monographis takakuwai (dziś Eudigraphis takakuwai). Spośród około 60 prac na temat wijów 26 zostało zebranych w monografię "Beitrage zur Kenntnis japanischer Myriopoden". W pracy tej opisał około 50 nowych gatunków.